# Kościół staroluterański w Bydgoszczy
Kościół staroluterański w Bydgoszczy – kościół, który znajdował się przy ul. Poznańskiej 25, w obrębie Starego Miasta w Bydgoszczy. W latach 1846–1957 ewangelicki, w latach 1957-1969 prawosławny. Rozebrany w 1969 roku.

## Historia
Świątynię zbudowała w 1846 bydgoska gmina kościoła staroluterańskiego, istniejąca na terenie miasta od 1834. Kościół Ewangelicko-Luterański powstał na terenie Prus jako reakcja na powołanie w 1817 do istnienia państwowego Kościoła ewangelicko-unijnego. W 1845 ten związek wyznaniowy uzyskał uznanie prawne w państwie pruskim.
W okresie II Rzeczypospolitej parafia w Bydgoszczy należała do Kościoła Ewangelicko-Luterskiego w Polsce Zachodniej. Pod względem narodowościowym miała charakter niemiecki, ale wierni w odróżnieniu od wyznawców Kościoła ewangelicko-unijnego nie angażowali się w działalność polityczną. Cechowało ich na ogół przyjazne nastawienie względem Polaków. Dobre stosunki łączyły ich także z parafią ewangelicko-augsburską, której udostępnili swoją świątynię w latach 1922-1939.
W 1945 gmina staroluterańska przestała istnieć. Władze państwowe oficjalnie przekazały świątynię parafii ewangelicko-augsburskiej, która otrzymała równocześnie kościół Chrystusa Zbawiciela oraz plebanię farną przy Wałach Jagiellońskich, w której urządzono mieszkanie dla organisty.
Odtąd w kościele urządzano nabożeństwa okresowe, podczas gdy główne uroczystości świąteczne i niedzielne odprawiano w kościele Chrystusa Zbawiciela.
W 1957 świątynia została wydzierżawiona parafii prawosławnej pw. św. Mikołaja. Z biegiem lat stan techniczny budynku znacznie się pogorszył, a żadna z użytkujących go wspólnot religijnych nie dysponowała funduszami na remont generalny. W 1969 władze państwowe zamknęły kościół i doprowadziły do jego rozbiórki.
W związku z planami zabudowy posesji, na której znajdował się kościół, latem 2017 w ramach prowadzonych prac archeologicznych przebadano zachowane mury przyziemia.

## Architektura
Kościół zbudowany został w stylu klasycystycznym. Budynek miał skromną formę, posiadał przedsionek i dwuspadowy dach.